# I Korpus (USA)
I Korpus to jednostka Armii Stanów Zjednoczonych, mająca swoją siedzibę w bazie Lewis-McChord (stan Washington, USA). Został utworzony w okresie I wojny światowej, po zakończeniu której został rozwiązany. Reaktywowany został podczas II wojny światowej, po zakończeniu której pełnił służbę w Japonii. Po wybuchu wojny koreańskiej, przeniesiony do Korei, gdzie pozostał przez cały okres konfliktu, po którego zakończeniu stacjonował w Korei przez blisko 20 lat. Korpus obecnie pozostaje w aktywnej służbie.

## Organizacja korpusu

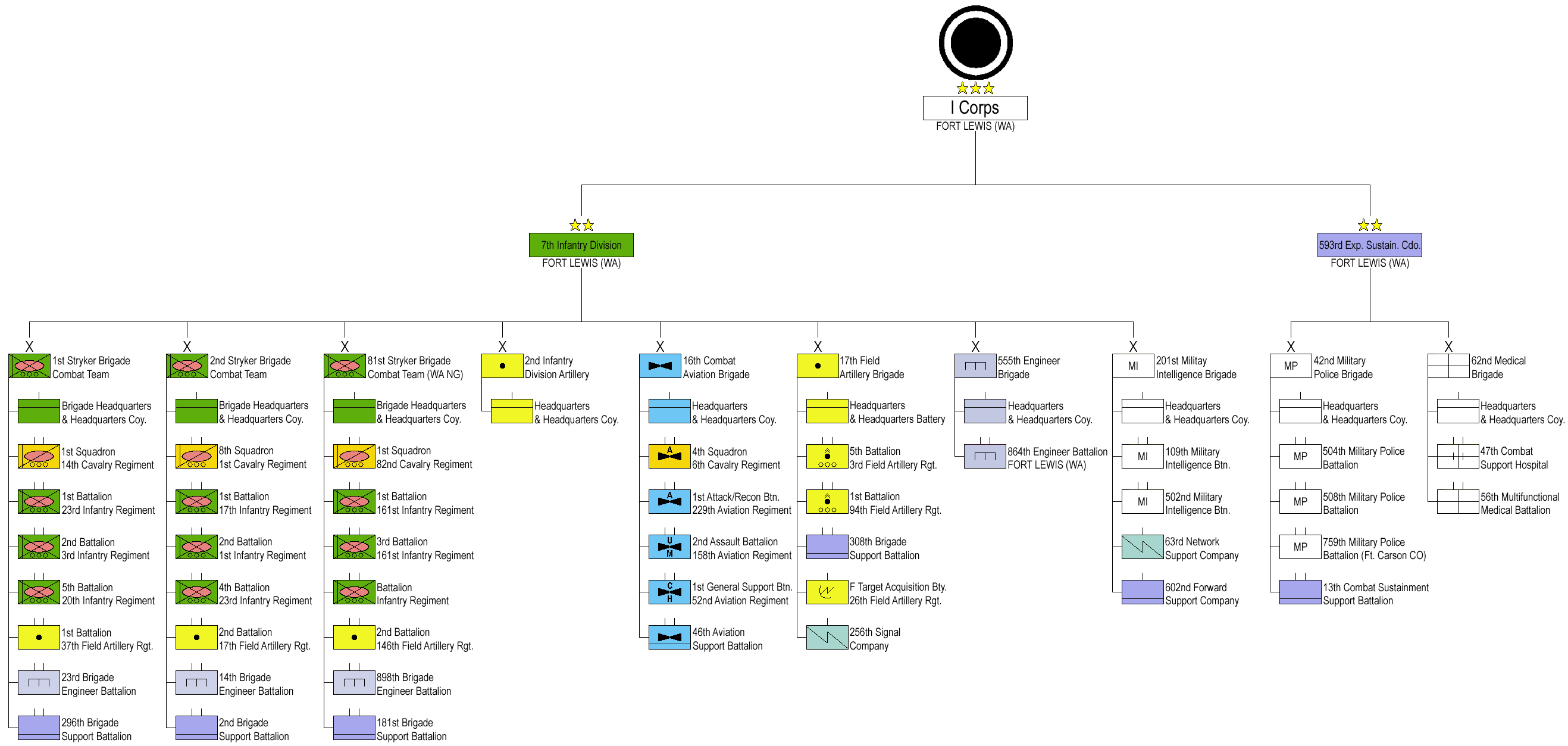
Struktura organizacyjna I Korpusu Armii Stanów Zjednoczonych

W skład I Korpusu wchodzą następujące jednostki:
- 2 Brygadowa Grupa Bojowa (ze składu 2 Dywizji Piechoty)
- 3 Brygadowa Grupa Bojowa (ze składu 2 Dywizji Piechoty)
- 4 Brygadowa Grupa Bojowa (ze składu 2 Dywizji Piechoty)
- 17 Brygada Artylerii
- 42 Brygada Żandarmerii Wojskowej
- 62 Brygada Medyczna
- 201 Brygada Rozpoznania Pola Walki
- 555 Brygada Saperów
- 593 Brygada Dowodzenia

## Odznaczenia
I Korpus był wielokrotnie odznaczany za udział w kampaniach. Za udział w I wojnie światowej korpus otrzymał 7 wstęg kampanijnych, za udział w II wojnie światowej otrzymał 3 wstęgi kampanijne oraz 2 odznaczenia, za udział w wojnie koreańskiej otrzymał 10 wstęg kampanijnych i jedno oznaczenie, za udział w Operacji Iraqi Freedom otrzymał jedno odznaczenie, ponadto za okres służby w okresie pokoju otrzymał jedno oznaczenie. W sumie I Korpus otrzymał 20 wstęg kampanijnych oraz 5 odznaczeń.